# Can Sent-romà

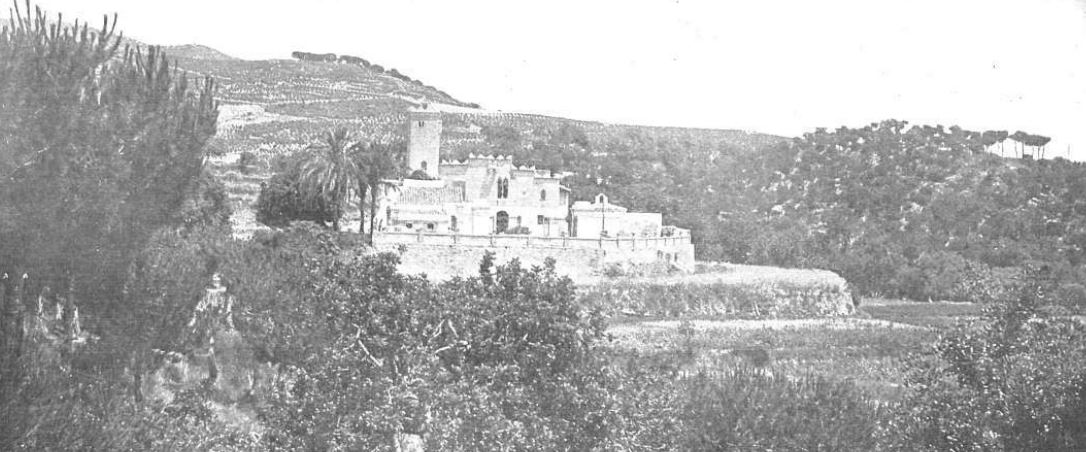
Vista general el 1907

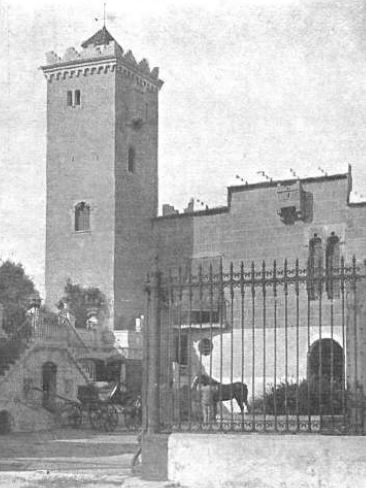
El pati el 1907

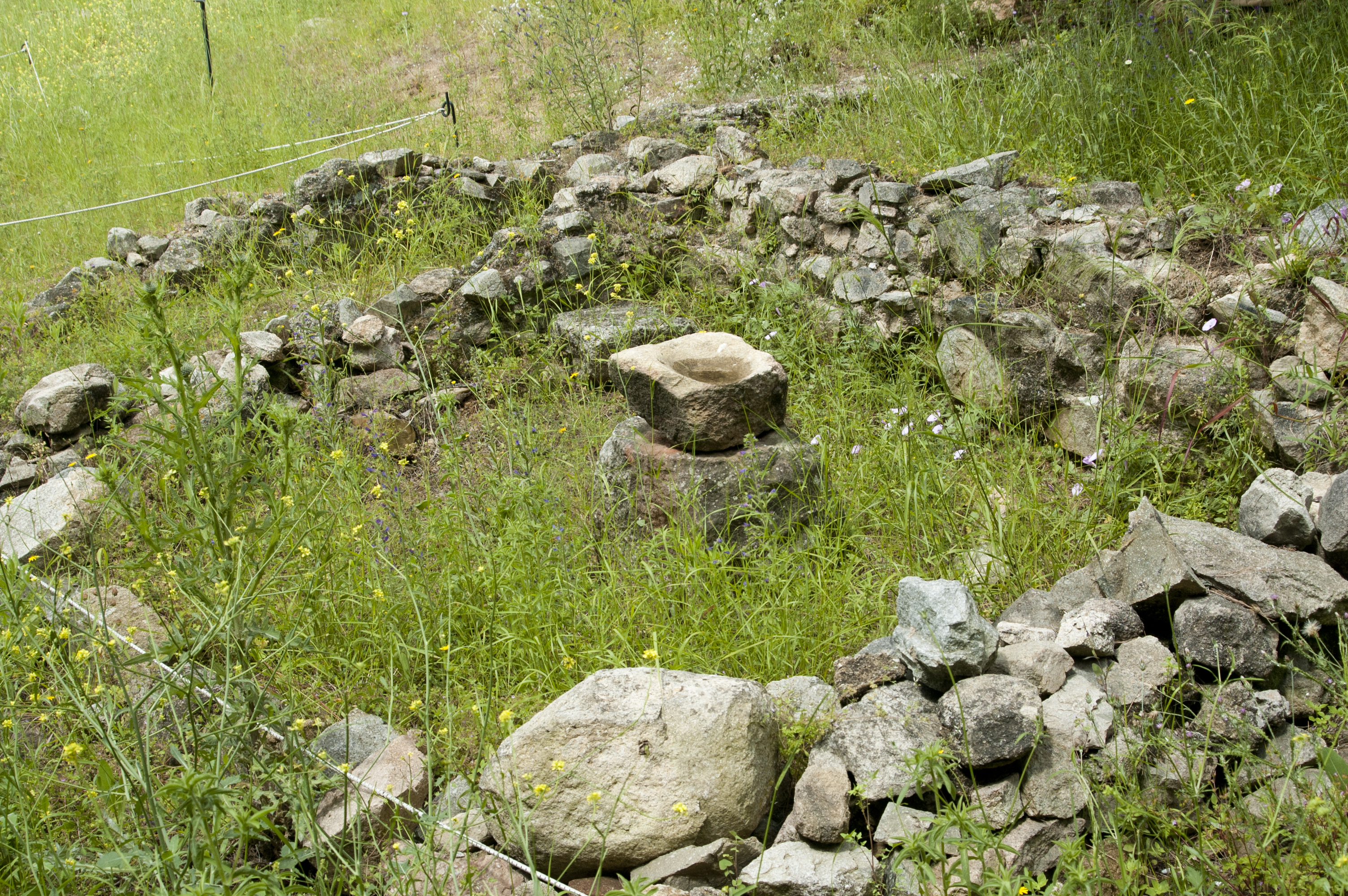
Restes de la vil·la romana

Can Sent-romà és un conjunt situat al peu del turó de Montalegre, a ponent del terme municipal de Tiana (Maresme), declarat bé cultural d'interès nacional. Està format per diversos edificis, entre els quals destaquen una vil·la romana en ruïnes i una masia medieval d'aire gòtic i ermita.

## Història
La vil·la trobada al subsòl de Can Sent-romà va sorgir segurament a finals del segle segle i aC. El segle i dC es va construir la paret que tancà el pati de la vil·la pel cantó Sud. Durant la primera meitat del segle ii s'hi varen adossar diverses habitacions, que contenien sitges per a l'emmagatzement del gra, les quals posteriorment foren substituïdes per dolia. Durant la segona meitat d'aquest segle es reestructurà la zona, construint una gran nau pavimentada amb pedres, possiblement destinada a l'emmagatzematge, i diverses habitacions.
A mitjan segle iii, aproximadament, s'abandonà aquesta àrea, restant només en ús la gran nau citada abans. Cap a finals d'aquest segle es revifa el nou sector, es reaprofita la nau magatzem i es construeixen al seu voltant noves habitacions, d'una de les quals, al costat est, se sap que tenia una premsa d'oli, amb un dipòsit a l'extrem. Sembla que aquesta àrea es desocupà a la segona meitat del segle iv, però de tota manera la vil·la continuà existint durant els segles vii i vi, com ho palesen les ceràmiques que hi foren trobades, enllaçant segurament amb la masia medieval.
L'edifici actual correspon, tanmateix, a un mas d'època gòtica (segles xv-xvi), ampliat el segle xix i convertit en un casal neogòtic. El nom de Sent-romà prové de l'antiga capella ja dedicada a Sant Romà des del segle xi. Hi ha un interessant arxiu històric i una bona col·lecció de peces trobades a les excavacions, dirigides des del primer moment pel seu propietari. La documentació familiar des del segle xiv és consultable prèvia sol·licitud.
L'últim membre de la nissaga fou Teresa de Sent-romà i de Guàrdia (1797-1848), senyora d'Almacelles, Marmellar i la Saira, casada amb el militar Epifani de Fortuny i Van Oosterom (1794-1860). L'hereu Carles de Fortuny i de Sent-romà (1815-1881) es va casar amb Bernarda de Carpi i de Berart (1817-1892), cinquena baronessa d'Esponellà, mentre que el seu germà Àlvar ho va fer amb Paula de Ramon i de Tord.

## Descripció
La masia de Can Sent-romà, bastida sobre una antiga vil·la romana, constitueix un bon exemple de pervivència d'un assentament humà des d'època romana fins a l'actualitat.

### Vil·la romana
La vil·la romana, localitzada casualment i excavada des del 1934 gràcies a l'afany de l'historiador i arqueòleg Epifani de Fortuny i Salazar (1898-1989), baró d'Esponellà, s'estén al voltant i per sota de l'actual casa. S'organitzava entorn d'un pati central, al voltant del qual es distribuïen diverses dependències, col·locades a alçades diverses, sobre terrasses, per tal d'adaptar-se al desnivell del terreny. Al nord hi ha una renglera de 9 habitacions, amb paviments d'opus signinum (picadís de morter i ceràmica) i terra batuda. A sobre es feren dues cambres més.
Al costat est del pati hi havia un dipòsit, i un espai buit que potser era una entrada. En conjunt, donat el caire de la part excavada, sembla que devia pertànyer a l'àrea industrial i agrícola de la vil·la.

### Casa
L'edifici actual, gòtic, consta de planta baixa i un pis, a més d'una petita golfa i les dependències auxiliars. És flanquejada al seu cantó esquerre per una torre, amb finestrals gòtics i matacà, coronada per merlets fets el segle passat, que continuen per tota la façana. Al segle xix, hom hi afegí elements (finestrals, una porta adovellada) procedents d'altres llocs. A la dreta de la casa hi ha la capella gòtica, edificada sobre una anterior capella romànica esmentada el 1068, de la qual s'han trobat el basament i restes de pintures murals.
La casa, de línia senyorívola, està formada per dos cossos diferenciats: una esvelta torre de planta quadrada situada a l'esquerra del conjunt, i la façana pròpiament dita. Destaca la porta dovellada i els finestrals gòtics de diferents tipus: conopials i carpanells decorats amb motllures i escultures, geminats suportats per columnetes altes i primes, etc., així com elements típics de l'arquitectura medieval, com les barbacanes i els merlets, que donen un aire de castell-fortificació i que foren realitzats durant el període historicista del segle xix. L'interior ha estat molt modificat també al segle xix. Els sostres són embigats amb fusta.

### Porta
Porta que condueix directament des de l'exterior a l'actual celler. Formada per una llinda i brancals de pedra, sobre la qual hi ha inscrita la data de 1350. Sembla que aquesta porta havia estat sobreposada a una altra anterior de mig punt i de la qual resten les dovelles de la part superior. El celler reflecteix la gran activitat en la producció de vins que s'ha anat exercint fins a l'actualitat. Conserva una gran quantitat de bótes antigues, així com premses i altres útils de llarga tradició i considerable antiguitat.

### Capella
Edifici religiós de petites dimensions, de planta rectangular i coberta per una teulada a doble vessant. Està coronada per una espadanya de factura recent. Malgrat estar molt restaurada, conserva elements primitius d'una època preromànica, anterior a la construcció que avui es conserva: és el cas de la llinda de pedra amb el Crismó i una mà beneint i que prové d'una capella situada en estrats inferiors. L'interior no té cap interès i l'interior està decorat amb pintures de l'any 1929.

### Restes capella romànica
Tan sols resta l'absis amb restes de pintures murals amb escenes de la crucifixió de Crist. Aquestes pintures, considerades de finals del segle xi o principis del xii, són úniques al Maresme.
Existeix una escriptura de l'any 1068 que ja esmenta la capella de Sant Romà. Posteriorment, una butlla papal d'Urbà II (1088-1099), la cita al confirmar els drets del Monestir de Sant Cugat del Vallès. Els elements preromànics se situen al segle vi.

### Torre romànica
Torre cilíndrica, de la qual exteriorment només se'n pot veure la meitat, suportada per una rafa o contrafort. Tota ella està feta amb maçoneria i actualment està coberta per una petita teulada. S'hi accedeix a través del celler. A meitat d'alçada es poden veure petites espitlleres, i a la part superior hi ha dues finestres tapiades. Possiblement en origen fou una torre de defensa.

### Jardí
Tot l'edifici queda envoltat per un jardí realitza amb elements neoclàssics i de concepció romàntica. Destaca especialment l'escalinata al davant i a la dreta de l'edifici, avui quasi del tot coberta de vegetació, la fornícula d'arc de mig punt coronada amb l'escut de la família, escultures neoclàssiques, hídries, etc.
Hi ha un reixat que tanca el segon pati situat davant de la façana, que prové d'un antic edifici situat on és ara l'Hotel Ritz de Barcelona i que havia estat propietat de la família.